# Cukimi
Cukimi (月見) je japonský svátek, jehož název je odvozen z japonského cuki(月)- měsíc a slovesa miru (見る)pozorovat. Koná se obvykle 15. dne osmého měsíce lunárního kalendáře, dorůstající měsíc je oslavován 13. dne devátého měsíce. Tyto dny obvykle spadají na září či říjen našeho solárního kalendáře. Během podzimní noci se lidé sházejí pod paprsky měsíce, aby obdivovali jeho krásu.
V současnosti je v Japonsku tak populární, že někteří lidé opakují tyto aktivity po několik večerů.
Na venkově má slavnost cukimi význam také jako vzdání díků za bohatou sklizeň. Jako obětinu Japonci měsíci přinášejí susuki (pampovou trávu-Miscanthus sinensis), dango (knedlíčky z rýžové mouky) a taro (hlízy kolokázie).